# Calliphora nothocalliphoralis
Calliphora nothocalliphoralis este o specie de muște din genul Calliphora, familia Calliphoridae, descrisă de Miller în anul 1939. Conform Catalogue of Life specia Calliphora nothocalliphoralis nu are subspecii cunoscute.